# Бушковичі
Бушковичі (пол. Buszkowice) — село в Польщі, у гміні Журавиця Перемишльського повіту Підкарпатського воєводства, у межах етнічної української території Надсяння. Через село проходить залізниця.
Населення — 848 осіб (2011).

## Географія
Село розташоване на лівому березі річки Сян, за 3 км на південь від Журавиці і за 4 км на північний схід від Перемишля. Населення Бушковичів — 830 осіб.

## Історія
Перша згадка про Бушковичі є у грамоті Яська Кміта від 23 лютого 1369 року.
Українці — мешканці села були насильно виселені під час так званої операції «Вісла».
Власником маєтку в селі був, зокрема, князь Адам Сапіга.
У 1975-1998 роках село належало до Перемишльського воєводства.

## Пам'ятки
- Церква Покрову Богородиці

## Відомі люди

### Народилися
- Ореста Синенька — громадська діячка, автор книг, Почесна член «Союзу Українок».[3]
- Шумелда Яків — український політичний і культурний діяч, політолог, правник, економіст.
- Грабовський Мирослав Васильович — український радянський діяч.
- Партеній Павлик — ієромонах-василіянин архимандрії св. Ніла в Гроттаферраті, доктор філософії, мистецтвознавець, іконописець, реставратор, історик Церкви.
- Сергій Фединяк — український церковний діяч, священик УГКЦ, василіянин, письменник, перекладач творів святого Василія Великого, педагог.

## Демографія
Демографічна структура станом на 31 березня 2011 року:
|          | Загалом | Допрацездатний вік | Працездатний вік | Постпрацездатний вік |
| -------- | ------- | ------------------ | ---------------- | -------------------- |
| Чоловіки | 417     | 78                 | 298              | 41                   |
| Жінки    | 431     | 79                 | 246              | 106                  |
| Разом    | 848     | 157                | 544              | 147                  |